# Milorad Miskovitch
Milorad Miskovitch (en serbe Милорад Мишковић, Milorad Mišković ; né à Valjevo le 26 mars 1928 et mort à Nice le 21 juin 2013,) est un danseur français d'origine yougoslave.
Après avoir étudié à Belgrade, puis à Paris avec Boris Kniaseff et  Olga Preobrajenska, il débute à l'Opéra de Belgrade en 1945. En 1947 il danse avec le Ballet des Champs-Élysées, l'International Ballet et les Ballets russes du colonel de Basil. Il danse ensuite au Grand Ballet de Monte-Carlo du marquis de Cuevas (1948) et aux Ballets de Paris de Roland Petit (1949). Après un passage aux ballets de Janine Charrat au London Festival Ballet (1952), il fonde sa propre compagnie, les Ballets Miskovitch, en 1956.
Il créa, en 1957, le Ballet Prométhée chorégraphié par Béjart, qui lui valut le Prix du meilleur interprète danseur.
En 1975 - directeur artistique pour les Ballets du 20e siècle. En 1977 - directeur de la Compagnie de Ballet du Théâtre Populaire de Reims.
Il devient en 1988 Président du Conseil International de la Danse CID-UNESCO, après avoir été conseiller artistique et Directeur de l’animation culturelle à l’UNESCO.

## Ses partenaires de scène
Josette Amiel, Nada Aranđelović, Sonia Arova, Tessa Beaumont, Maja Bezjak, Jovanka Bjegojević, Vesna Butorac, Joan Cadzow, Janine Charrat, Yvette Chauviré, Daniele Darmor, Lycette Darsonval, Liane Daydé, Lia Delara, Višnja Đorđević, Margot Fonteyn, Carla Fracci, Maina Gielgud, Beryl Grey, Melissa Hayden, Rossella Hightower, Mona Inglesby, Renée-Zizi Jeanmaire, Liliana Cosi, Nina Kirsanova, Vera Kostić, Natalia Krasovska, Colette Marchand, Erika Marjaš, Alicia Markova, Yvonne Meyer, Veronika Mlakar, Janine Monin, Genevieve Moulin, Nicole Nogaret, Ethéry Pagava, Lidija Pilipenko, Laura Proenca, Jasmina Puljo, Tatiana Riabouchinska, Anna Razzi, Elsa Marianne von Rosen, Mira Sanjina, Mrinalini Sarabhai, Duška Sifnios, Irène Skorik, Mia Slavenska, Claire Sombert, Marjorie Tallchief, Ludmila Tcherina, Ghislaine Thesmar, Dušica Tomić, Hélène Trailine, Violette Verdy, Nina Vyrubova, Belinda Wright, Monique Arabian.